# Inna Zoubkovskaïa
Inna Zoubkovskaïa, née le 29 novembre 1923 à Moscou, et morte le 5 février 2001 à Saint-Pétersbourg, est une danseuse russe.

## Biographie
Formée à l'école du Bolchoï, elle obtient son diplôme en 1941. Elle rejoint aussitôt le ballet du Kirov (théâtre Mariinsky), où elle reste jusqu'à sa retraite en 1970. Selon Meisner, « sa technique sans faille, alliée à une réticence sensible, correspondait à l'élégante pureté du Mariinsky et ils l'invitèrent à s'y joindre ». Elle était à moitié juive avec une beauté exceptionnelle aux yeux noirs, ce qui lui a valu le surnom de Black Pearl. Elle est ensuite devenue enseignante de l'entreprise jusqu'à sa mort. Elle s'est mariée deux fois : d'abord à Nikolaï Zoubkovski - dont elle a gardé le nom pour la scène - avant de divorcer et d'épouser Sviatoslav Kousnetsov. Ses deux maris étaient danseurs et sa fille, Katerina, et son fils, Nikolaï, tous deux sont devenus danseurs dans le Mariinsky.
Zoubkovskaïa était inhabituelle car elle était une danseuse du Kirov avec un fond de Bolchoï. Cela s'est produit lorsqu'elle a été évacuée à Perm, un refuge en temps de guerre pour les artistes et les institutions artistiques soviétiques, où elle a rejoint le ballet de Kirov. Elle a dansé de nombreux grands rôles du répertoire classique, dont Odette/Odile dans Le Lac des cygnes, Nikia dans La Bayadère, Kitri dans Don Quichotte, la fée Lilas dans La Belle au bois dormant et le rôle-titre de La Esmeralda.
Les rôles qu'elle a créés comprennent le rôle classique de le Phrygie dans la version de Spartacus de Leonid Jacobson en 1956 et Mekhméné-Banou dans la Légende de l'amour de Iouri Grigorovitch en 1961. Leonid Jacobson a aussi fait Shuraleh pour elle et elle a obtenu un énorme succès dans ses Miniatures chorégraphiques, dansant l'Éternelle Idole, basée sur une sculpture de Rodin.
Zoubkovskaïa n'a pas dansé fréquemment en Occident, bien qu'en 1961, lorsque le Kirov a fait ses premières apparitions en dehors de la Russie, elle a été la première Odette-Odile dans Le Lac des cygnes, en partenariat avec Vladilen Semionov. Elle a ouvert la saison new-yorkaise dans ce rôle à la Metropolitan Opera House le 11 septembre 1961. D'autres rôles notables incluent la fée Lilas dans La Belle au bois dormant et la maîtresse de la Montagne de Cuivre dans La Fleur de pierre de Grigorovitch. Zoubkovskaïa et son second mari, Sviatoslav Kousnetsov, ont joué les rôles principaux dans le film russe Aleko qui est sorti en 1953. Elle a reçu le Prix Staline en 1951, entre autres distinctions.
Elle entraîne de nombreux danseurs célèbres au cours de sa carrière d'enseignante, notamment Altynaï Asylmoutova, Larissa Lejnina, Elvira Terassova et Veronika Part (en).

## Distinctions
- prix Staline : 1951, pour le rôle dans le ballet Shuralé de Färit Yarullin
- Ordre du Drapeau rouge du Travail : 1988

## Sources
- Inna Zoubkovskaïa, bref article et nécrologie
- Nécrologie d'Inna Zoubkovskaïa